# Новая институциональная экономика
Новая институциональная экономика (англ. new institutional economics), или новый институционализм — современная школа экономической теории, принадлежащая к неоклассическому направлению, начало которой положила статья Рональда Коуза «Природа фирмы», вышедшая в 1937 году. Однако интерес к этой сфере проявился лишь к концу 1970-х годов в США, а затем в Европе. Сам термин был введён в научный оборот Оливером Уильямсоном.
В становлении нового институционализма ведущую роль сыграли экономисты чикагской школы (Р. Коуз, Г. Демсец, Р. Познер, У. Нисканен) и вышедшей из неё вирджинской школы (Дж. Бьюкенен, Г. Таллок, Дж. Бреннан). В 1997 году было основано «Международное общество новой институциональной экономики».

## Основные принципы
1. Институты имеют значение в экономике.
2. Поведение людей не характеризуется как исключительно рациональное, его характерными чертами являются ограниченная рациональность и оппортунизм.
3. Осуществление рыночных трансакций, а, следовательно, и функционирование ценового механизма и других рыночных атрибутов связано с издержками, которые новые институционалисты называют трансакционными. Учение о трансакционных издержках в новой институциональной экономике имеет основополагающее, фундаментальное, значение. Новые институционалисты полагают, что важно учитывать не только издержки при взаимодействии людей с природой (то есть трансформационные), но и издержки взаимодействия людей между друг другом.[2]

## Основные отличия
Новая институциональная экономика — яркое проявление тенденции проникновения методов микроэкономического анализа в смежные социальные дисциплины. Если представители традиционной институциональной экономики, например Торстейн Веблен, Джон Роджерс Коммонс, стремились применить достижения других гуманитарных дисциплин для решения проблем экономической теории, то представители новой институциональной экономики, наоборот, стремятся применить методы неоклассической экономической теории для решения проблем других гуманитарных дисциплин.
Новый институционализм исходит из двух общих установок. Во-первых, что социальные институты имеют значение (англ. institutions matter) и, во-вторых, что они поддаются анализу с помощью стандартных инструментов экономической теории.
Основное внимание новая институциональная экономика уделяет анализу таких факторов как трансакционные издержки, права собственности, контрактные агентские отношения.
Новые институционалисты критикуют традиционную неоклассическую теорию за отступления от принципа «методологического индивидуализма».
По сравнению с неоклассической теорией новый институционализм вводит новый класс ограничений, обусловленных институциональной структурой общества и сужающих поле индивидуального выбора. Кроме того вводятся поведенческие предпосылки — ограниченной рациональности и оппортунистического поведения.
Первая предпосылка означает, что человек, обладающий ограниченной информацией, может минимизировать не только материальные издержки, но и интеллектуальные усилия. Вторая означает «преследование собственного интереса, доходящее до вероломства» (англ. self-interest-seeking-with-guile), то есть возможность нарушения контрактов.
Неоклассическая школа предполагает, что рынок действует в условиях совершенной конкуренции, а отклонения от неё характеризует как «провалы рынка» и возлагает в таких случаях надежды на государство. Новые институционалисты указывают, что государство также не обладает полной информацией и не имеет теоретической возможности ликвидации трансакционных издержек.
Привычку сравнивать реальные, но несовершенные институты с совершенным, но недостижимым идеальным образцом Гарольд Демсец назвал «экономикой нирваны».
Одним из предметов изучения новых институционалистов являются сами институты, которые они изучают на двух уровнях.
— уровень институциональных соглашений. На данном уровне изучаются договоры между участниками экономических отношений, которые заключаются для минимизации трансакционных издержек. Например, таким институтом является фирма, в которой существует совокупность контрактных обязательств её работников для минимизации издержек.
— уровень институциональной среды. На этом уровне изучаются сами «правила игры», то есть правила, нормы и санкции, образующие политические, социальные и юридические рамки взаимодействия между людьми. Другими словами, институциональная среда — это те рамки, в которые заключены участники институциональных отношений.

## Концепция институциональной эволюции Дугласа Норта
Согласно теории Дугласа Норта, институциональная эволюция происходит по следующим причинам. Во-первых, в результате сдвигов в структуре относительных цен. Такие факторы как технический прогресс, открытие новых рынков или рост населения — всё это ведёт к изменениям цены на конечный продукт производства. Во-вторых, источником изменений, по Норту, является идеология. Причём под идеологией Дуглас понимает субъективные воззрения каждого индивида, через призму которых он смотрит на экономические отношения и окружающий мир в целом. Чем больше прибыльных возможностей блокирует чья-либо картина мира, тем больше она подвергается пересмотру и корректировке.

## Известные представители
- Карл Поланьи[6]
- Новые институциональные экономисты (категория)